# Slavoňov
Slavoňov (en allemand : Slawoniow) est une commune du district de Náchod, dans la région de Hradec Králové, en République tchèque. Sa population s'élevait à 313 habitants en 2022.

## Géographie
Slavoňov se trouve à 4 km à l'est de Nové Město nad Metují, à 9 km au sud-sud-est de Náchod, à 31 km au nord-ouest de Hradec Králové et à 130 km à l'est-nord-est de Prague.
La commune est limitée par Libchyně et Mezilesí au nord, par Bohdašín à l'est et au sud, par Ohnišov au sud, et par Nové Město nad Metují à l'ouest.

## Histoire
La première mention écrite de la localité date de 1369.

## Administration
La commune est composée de deux sections :
- Slavoňov
- Blažkov

## Galerie

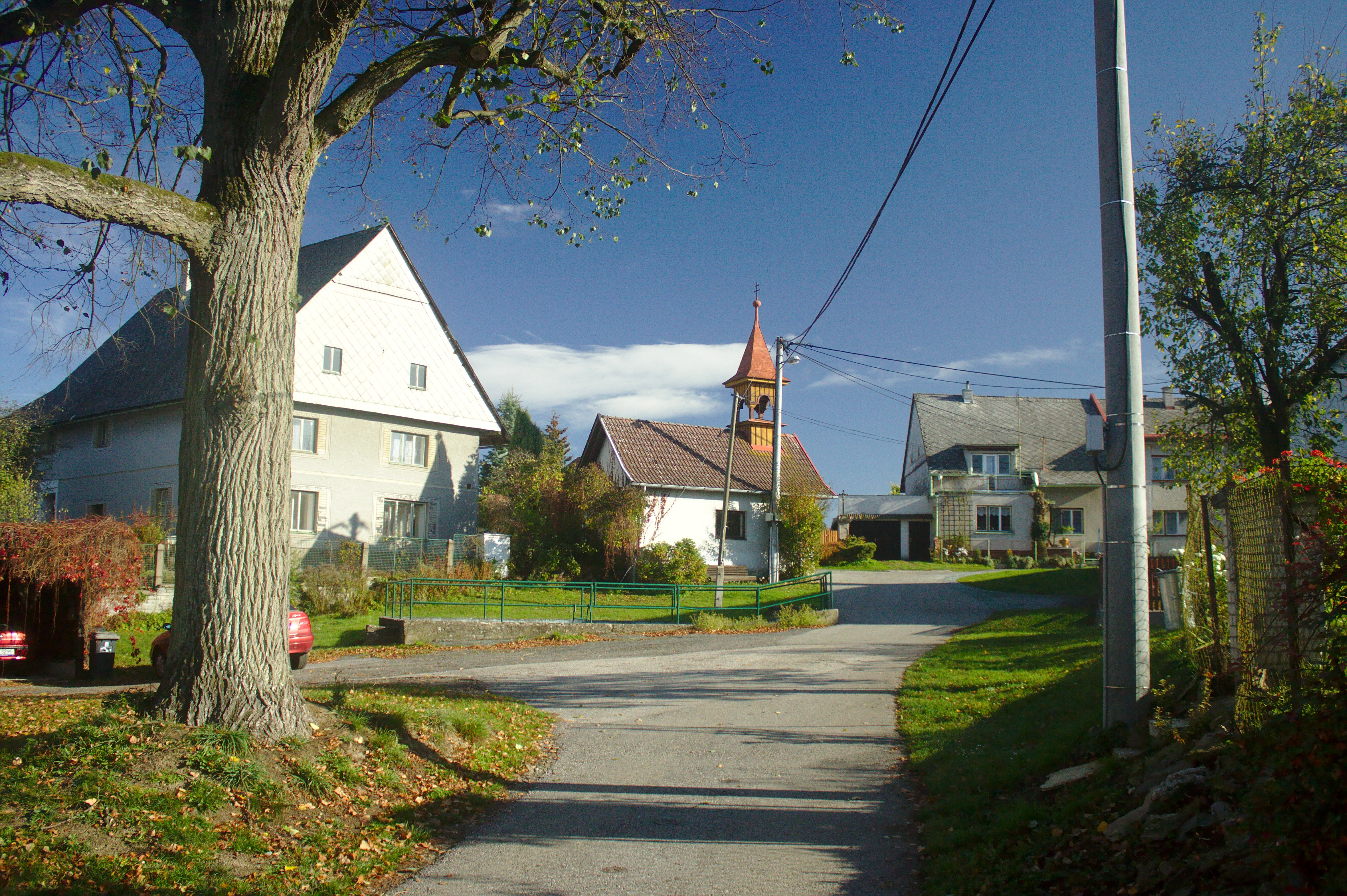
Centre de Blažkov.
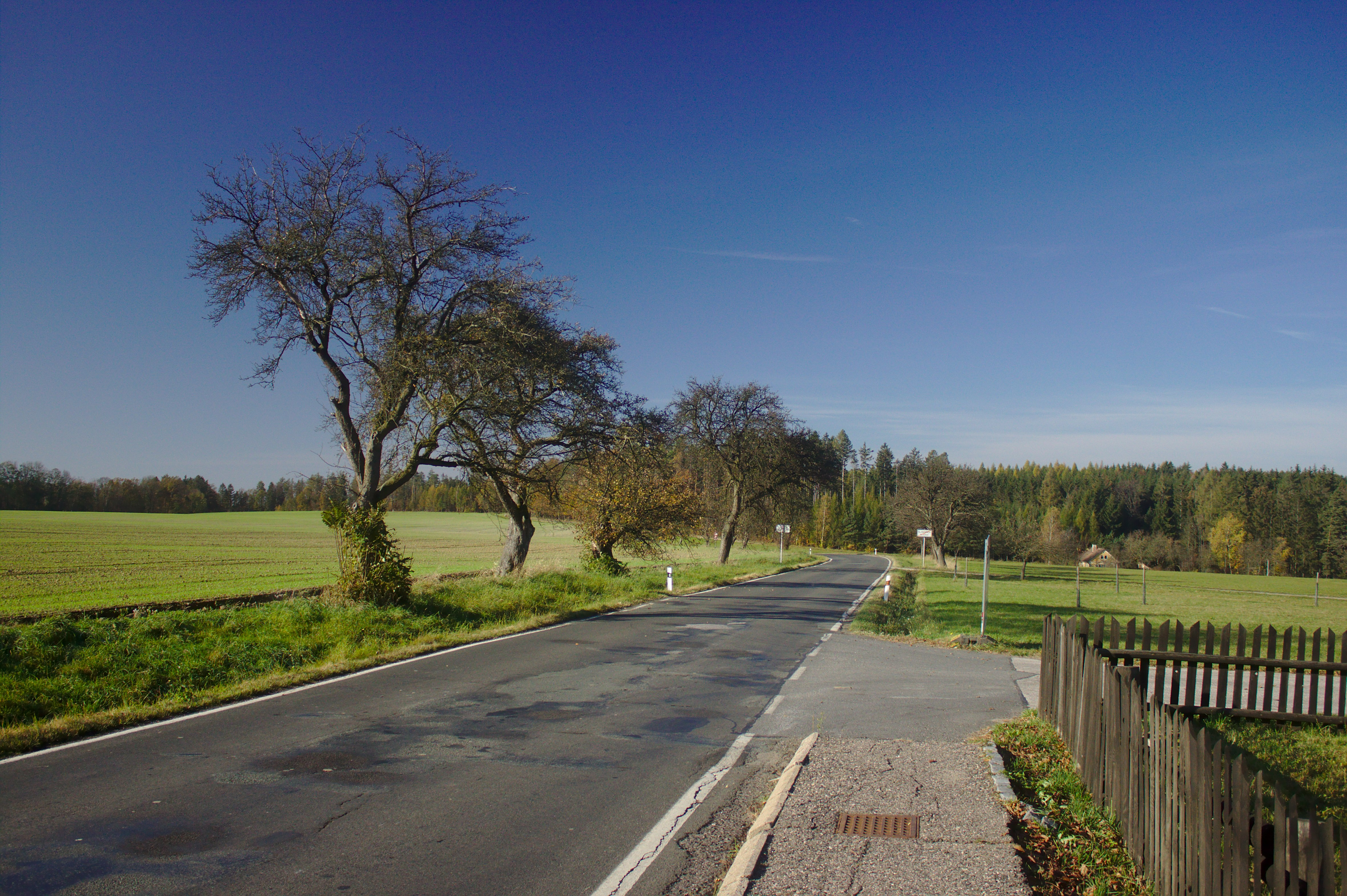
Blažkov : route.

## Transports
Par la route, Slavoňov se trouve à 4,5 km de Nové Město nad Metují, à 15 km de Náchod, à 37 km de Hradec Králové et à 162 km de Prague.